# Налог Тобина

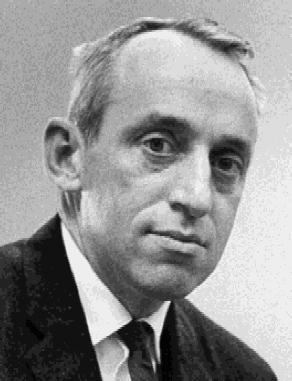
Джеймс Тобин (1918–2002) - американский экономист, автор "налога Тобина"

Налог Тобина (англ. Tobin tax) — налог на спот-операции с иностранной валютой, предложенный нобелевским лауреатом Джеймсом Тобином в 1978 году как средство для контроля за миграцией капитала, «снижения избыточной эффективности» на валютных рынках и уменьшения колебаний на рынке ценных бумаг.
Альтернативой налогообложению валютных операций является банковский сбор. В частности, он был введен в Германии в 2007 году в связи с финансовым кризисом и с 2010 года оплачивается поставщиками финансовых услуг и кредитными организациями. Сбор предназначен для покрытия расходов, связанных с системным риском кредитных и торговых операций в финансовом секторе.

## История
Оригинальная идея профессора Йельского университета Джеймса Тобина изложена в выступлении на конференции Восточной экономической ассоциации, прошедшей в 1978 году в Вашингтоне, и опубликована в статье «Предложение по валютной реформе». Его предложение состояло во введении единообразного международного налога на спот-операции на валютном рынке. Налог Тобина должен был ограничить трансграничную миграцию краткосрочного капитала. Первоначально Тобин полагал, что ставка налога может составлять около 1 %, однако впоследствии ее понизил до 0,1–0,25 %. Налогообложение валютных операций должно было, по мысли Тобина, дать два результата. Во-первых, стабилизировать колебания валютных курсов, возникающие из-за краткосрочных спекуляций. Во-вторых, налоговые поступления могли стать новым источником дохода для финансирования экономического развития.
Особенность налога Тобина состоит в том, что он представляет собой косвенный налог на валовый оборот. Его нужно уплачивать дважды: когда инвестор приобретает иностранную валюту и когда ее продает. Если предположить, что налог будет равен 0,1 %, а процентная ставка на внутреннем рынке достигает 5 %, то для выравнивания условий на финансовых рынках доходность вложений в иностранные активы должна составлять не менее 5,2 %. Если инвестор ежемесячно повторяет свои вложения, то эквивалентная доходность по иностранным активам должна быть не менее 7,4 %. Таким образом, небольшой по величине налог Тобина способен серьезно препятствовать краткосрочному движению капитала.
Идея оставалась в архивах экономической науки более двадцати лет, пока финансовый кризис в Юго-Восточной Азии не вернул ее к жизни. Налог Тобина активно обсуждался в Канаде, Франции, Великобритании, Бельгии и других странах. Созданы общественные движения за внедрение налога (например, Tobin Tax Initiative). Антиглобалисты взяли его на вооружение и продвигали как одно из научно обоснованных средств против глобальных рынков капитала. В 2001 году в интервью немецкому журналу «Der Spiegel» незадолго до своей смерти Тобин дистанцировался от современных сторонников налога, названного его именем: «У меня нет абсолютно ничего общего с антиглобалистскими бунтовщиками... Я – экономист и, как большинство экономистов, я поддерживаю свободную торговлю. Кроме того, я поддерживаю МВФ, Всемирный банк, ВТО. Они украли мое имя [для продвижения своих интересов – прим. авт.]... Налог на валютные операции был разработан для сглаживания колебаний валютного курса».
Другая подобная идея — с помощью налога Тобина предотвращать переоценку финансовых активов и банковские кризисы. На это можно высказать несколько контраргументов.
Во-первых, чтобы предотвратить финансовую дестабилизацию ставка налога должна достигать внушительных величин. Учитывая, что волатильность в периоды кризисов достигает двух, — трехзначных цифр, любой разумный инвестор готов заплатить несколько процентов налога, чтобы спасти свои активы или предпринять высокодоходную спекуляцию. В 1997 году в России появился налог на покупку валюты. Его ставка составила всего 0,5 % от суммы сделки, а в 1998 году — уже 1 %. С 2003 года он был отменен, поскольку экономический эффект оказался незначительным.
Во-вторых, маловероятно, что в современном мире все страны одновременно могут ввести единообразный налог. Большое число стран, от оффшорных центров до США и Великобритании, пропагандирующих свободный рынок, останется в стороне от инициативы. В результате финансовые институты будут обходить стороной страны с налогом Тобина.
Если соглашение о глобальном налоге не будет достигнуто, то такое решение можно реализовать в рамках единого европейского рынка — заявил австрийский министр финансов Йозеф Прёлль. Однако маловероятно, что такие страны как Люксембург, Швейцария или Бельгия, для которых важны международные потоки капитала, согласятся с общеевропейской инициативой.
В-третьих, даже если налог Тобина найдет применение, то чтобы избежать искажения ценообразования на ряд финансовых активов и избыточных издержек от него будут освобождены краткосрочное торговое финансирование, денежные переводы мигрантов, процентные платежи по долговым обязательствам и прочие операции. Сделки с национальными активами могут заключаться, не выходя на местный рынок. Например, через финансовые деривативы или через депозитарные расписки. Сложные проблемы современного мира не устраняются простыми решениями. Рано или поздно игроки глобального рынка будут использовать обходные схемы, которые сведут на «нет» эффективность налогообложения.
Джеймс Тобин, размышляя о своем детище, на многое не рассчитывал. Тем более экономист не полагал, что маленький налог позволит разрешить большие проблемы глобальной экономики. В оригинальной статье от 1978 года он писал: «Я не ожидаю слишком много от своего скромного предложения. Я полагаю, оно позволит национальным экономикам и правительствам восстановить некоторую часть краткосрочной автономии, которой они наслаждались до введения конвертируемости валют. Предложение не сможет и не должно помочь разрешить правительствам проводить внутреннюю политику независимо от внешних обстоятельств. Следовательно, оно не освободит крупнейшие правительства от императивной потребности более эффективно координировать политики» .